# Nuno Manuel Soares Gomes
Nuno Manuel Soares Gomes (Lisboa, 21 de maio, 1980) é um futebolista de Portugal.

## Títulos

### Real
- Vencedor da II Divisão - Série D : 2006/07

### Desportivo Chaves
- Vencedor da II Divisão - Série A : 2008/09